# 2. Федис
2. Федис је одржан 24 и 25. октобра 2012. у Културном центру Чукарица. Фестивал је отворио глумац Љубиша Самарџић.
| „                 | Почаствован сам што ми је указана част да отворим манифестацију која је очигледно заживела. У то више нема сумње. Посебно ми је драго што сам добио прву награду за режију на првом фестивалу ове врсте у Србији. Морам да приметим да је конкуренција за Златну антену јака и да са нестрпљењем очекујем избор жирија, иако ове године немам ТВ серију учесницу. | ” |
| — Љубиша Самарџић | |   |

## Номинације
На Фестивалу домаћих играних серија је учествовало осам телевизијских серија које су премијерно емитоване у сезони 2011 / 2012. Такође су учествовали и глумачки парови, глумице и глумци из истих серија. Добитнике награде Златна антена за најпопуларнију телевизијску серију и за њихове актере бирају читаоци листа Прес.
| Телевизијске серије | Глумачки парови | Глумице | Глумци |
| --- | --- | --- | --- |
| - Тајна нечисте крви - Жене са Дедиња - Монтевидео, Бог те видео! - Војна академија - Певај, брате! - Заувек млад - Плави воз - Будва на пјену од мора | - Маја Стојановић и Филип Гајић - Маја Новељић и Горан Радаковић - Петар Стругар и Нина Јанковић - Радован Вујовић и Тијана Печенчић - Милан Калинић и Тијана Чуровић - Предраг Смиљковић и Бранка Пујић - Љубомир Булајић и Сања Поповић - Момчило Оташевић и Сања Јовичевић | - Ружица Сокић - Анђелка Прпић - Данина Јефтић - Драгана Дабовић - Маја Шаренац - Нада Арбус - Сузана Лукић - Љиљана Благојевић | - Раде Шербеџија - Драган Мићановић - Милош Биковић - Бојан Перић - Андрија Милошевић - Аљоша Вучковић - Небојша Миловановић - Милутин Караџић |

## Програм
Фестивал је свечано отворио глумац Љубиша Самарџић. Након чега су се присутнима обратили државна секретарка за културу Гордана Предић и председник Градске општине Чукарица Зоран Гајић.
На фестивалу су приказани сегменти из прве домаће телевизијске серије Сервисна станица која је снимана 1959. године, у сећању на великане српског и југословенског глумишта Миодрага Петровића Чкаље, Мије Алексића, Ђокице Миланковића, Драгутина Добричанина и Бранке Веселиновић која је и говорила о серији. Потом је приказан филм Залажем се за лаж, који је режирала Андреа Лазић а посвећен је глумцу Зорану Радмиловићу, као и књига Кад је свет имао бркове коју је написала и промовисала његова ћерка Ана Радмиловић.
Другог дана додељене су награде у београдском биоскопу Палас Шумадија. Добитнике награде Златна антена за најпопуларнију телевизијску серију, глумачки пар, глумицу и глумца бирају читаоци листа Прес, док добитнике за најупечатљивији рад бира жири.

## Награде
Златна антена за најпопуларнију телевизијску серију и њихове актере
- Златна антена за најпопуларнију телевизијску серију припала је серији Монтевидео, Бог те видео!
- Награду за најбољи глумачки пар добили су Тијана Печенчић за улогу Милице Зимоњић Зимче и Радован Вујовић за улогу Радисава Рисовића Риса у телевизијској серији Војна академија
- Најпопуларнија глумица - Љиљана Благојевић за улогу Нађе Бачић у серији Будва на пјену од мора.
- Најпопуларнији глумац - Милош Биковић за улогу Тиркета у серији Монтевидео, Бог те видео!

Златна антена специјална награда
- Специјалну награду добио је Радош Бајић као глумац, сценариста и редитељ најгледаније телевизијске серије 2011. Село гори а баба се чешља.

Златна антена за најупечатљивији рад
- Режија - Драган Бјелогрлић за телевизијску серију Монтевидео, Бог те видео!
- Сценарио - Гордан Михић за телевизијску серију Војна академија
- Камера - Михајло Савић за телевизијску серију Будва на пјену од мора
- Костим - Емилија Ковачевић за телевизијску серију Тајна нечисте крви
- Монтажа - Марко Глушац за телевизијску серију Монтевидео, Бог те видео! и Војна академија
- Музика - Магнифико за телевизијску серију Монтевидео, Бог те видео!

Додељено је шеснаест повеља за запажену споредну улогу
| Повеља за запажену споредну улогу |                  |                      |                   |                           |
| Глумица                           | Улога            | Глумац               | Улога             | Телевизијска серија       |
| Даница Максимовић                 | /                | Петар Божовић        | /                 | Тајна нечисте крви        |
| Ирена Мичијевић                   | Клара            | Милутин Милошевић    | Тоља              | Жене са Дедиња            |
| Тамара Драгичевић                 | Ели Попс         | Предраг Васић        | Станоје           | Монтевидео, Бог те видео! |
| Искра Брајовић                    | Тања             | Иван Михаиловић      | Мирко Клисура     | Војна академија           |
| Милена Васић Ражнатовић           | Бранислава       | Милан Васић          | Урош Џемић У-Џејл | Певај, брате!             |
| Јана Милић                        | Марија           | Ерол Кадић           | Каракашевић       | Заувек млад               |
| Лена Богдановић                   | директорка школе | Небојша Радосављевић | професор          | Плави воз                 |
| Александра Јанковић               | Нина             | Младен Нелевић       | Јово Радмиловић   | Будва на пјену од мора    |